# بينغي ميشيل
بينغي ميشيل (بالإنجليزية: Benji Michel؛ بالفرنسية: Benji Michel) هو لاعب كرة قدم أمريكي وهايتي في مركز الهجوم، ولد في 23 أكتوبر 1997 في أورلاندو في الولايات المتحدة. لعب مع أورلاندو سيتي.

## وصلات خارجية
- بينغي ميشيل على موقع الدوري الأمريكي (الإنجليزية)
- بينغي ميشيل على موقع قاعدة بيانات كرة القدم.إي يو (الإنجليزية)
- بينغي ميشيل على موقع Soccerway.com (الإنجليزية)
- بينغي ميشيل على موقع عالم كرة القدم.نت (الإنجليزية)